# اسلیمبریج
اسلیمبریج (به انگلیسی: Slimbridge) یک روستا و محله مدنی در بریتانیا است که در Stroud District واقع شده‌است. اسلیمبریج ۱٬۱۳۶ نفر جمعیت دارد.